# Laura Gómez (actriz)
Laura Gómez (nacida el 15 de noviembre de 1979) es una actriz y directora de cine dominicana, reconocida principalmente por su papel como Blanca Flores en la serie de Netflix Orange is the New Black.

## Carrera
Nacida en 1979 en Nueva Jersey, Gómez se crio en Santo Domingo hasta la edad de 21 años. Se mudó a los Estados Unidos en su juventud e inició su carrera a finales de la década de 1990, registrando pequeños papeles en cine y televisión. En 2012 dirigió el cortometraje To Kill a Roach, ganadore de un Premio NYU Technisphere. Entre 2014 y 2015 interpretó el papel de Selena Cruz en el seriado policiaco Law & Order: Special Victims Unit y un año después apareció en Show Me a Hero en el papel de Dama Montero. Su papel más reconocido es el de Blanca Flores en la serie original de Netflix Orange is the New Black, personaje que interpretó entre 2013 y 2019.

## Filmografía

### Cine y televisión
- 2021 - White Horse (corto)
- 2020 - The Last O.G.
- 2020 - Anne +
- 2017 - Maggie Black
- 2017 - Sambá
- 2016 - America Adrift
- 2016 - Exposed
- 2015 - Uniform (corto)
- 2015 - Show Me a Hero
- 2015 - Law & Order: Special Victims Unit
- 2015 - Trabajo (corto)
- 2014 - Hallelujah (corto)
- 2014 - Yo, la peor de todas (corto)
- 2014 - Hit Women
- 2013 - Orange Is the New Black
- 2013 - Truth Will Out (corto)
- 2012 - Cheesecake and Tango (corto)
- 2012 - To Kill a Roach (corto)
- 2009 - Nueva York (corto)
- 2009 - Cleaning Law (corto)
- 2008 - Crimen
- 2008 - Law & Order
- 2008 - Pinchos y rolos (corto)
- 2004 - Relatos
- 2000 - Provocación
- 1998 - Víctimas del poder